# 이리송학초등학교
이리송학초등학교는 대한민국 전북특별자치도 익산시 송학동에 있는 공립 초등학교이다.

## 학교 연혁
- 1949년 10월 4일 이리송학공립국민학교 개교설립인가 9월 13일(중앙국민학교에서 3학급 분리)
- 1950년 4월 1일 이리송학국민학교로 개칭
- 1967년 11월 23일 송학동 109번지에 신축 이전
- 1984년 3월 24일 병설유치원 개원
- 1996년 3월 1일 이리송학초등학교로 개칭
- 2020년 1월 3일 제69회 졸업(96명, 총 10,368명)
- 2020년 3월 1일 21학급 편성(일반 20, 특수 1), 유치원 2학급
- 2020년 6월 8일 제23대 한재남 교장 부임
- 2021년 1월 12일 제70회 졸업(81명, 총 10,449명)
- 2021년 3월 1일 21학급 편성(일반 20, 특수 1), 유치원 2학급

## 학교 상징
- 교화 - 철쭉 : 우리나라를 대표하는 나무로 부드러우면서도 어디에서나 잘 자라는 인내(忍耐)를 상징함
- 교목 - 소나무 : 진달래과의 낙엽 관목으로 5월초에 꽃을 피우며 은근, 끈기, 풍요를 상징함
- 교조 - 학 : 우리나라 천연기념물로 사랑과 장수, 아름다움을 상징함

## 참고 자료
- 이리송학초등학교 - 한국교육학술정보원 학교알리미